# 布魯塞爾城市博物館
布魯塞爾城市博物館（法語：Musée de la ville de Bruxelles）是比利時首都布魯塞爾的一家博物館，位於大王宮廣場。

## 历史
博物館專門展示有關布魯塞爾歷史的民俗的展示品。博物館的構想開始於1860年，建成於1887年。